# A Árvore dos Patafúrdios
A Árvore dos Patafúrdios foi uma série de desenhos animados portuguesa transmitida na RTP1 entre 17 de Fevereiro e 12 de Maio de 1985 e mais tarde repetida na RTP Memória. 

## Sinopse
A Árvore dos Patafúrdios é uma série para crianças, produzida em 1984 e exibida em 1985 pela RTP Porto, com autoria de João Paulo Cardoso, textos de Sérgio Godinho, músicas de Jorge Constante Pereira e realização de Narciso Guedes.
Descritos como bichos alegres e comilões, os Patafúrdios são aves que não podem voar por terem uma grande barriga, de tanto comerem esparguete. Embora passem a vida em redor da sua árvore, o facto é que, “por incrível que pareça, não há nada que não lhes aconteça". A Salomé, o Patafurdinho, o Filipe Adão, o Vinte e Quatro, o Canelão, a Eulália e o Tomé, são alguns dos patafúrdios que vivem na sua árvore favorita. Todos eles se vão metendo em aventuras onde estão presentes humor e música.

## Personagens
| Personagens    | Ator/Atriz               |
| -------------- | ------------------------ |
| Salomé         | Ana Queiroz              |
| Patafurdinho   | Catarina Costa           |
| Patafurdinho   | Maria João Pires         |
| Filipe Adão    | João Paulo Seara Cardoso |
| Vinte e Quatro | Mário Moutinho           |
| Bicho da Fruta | Mário Moutinho           |
| Bicho da Fruta | Zé Carlos Meireles       |
| Canelão        | Mário Silva              |
| Eulália        | Regina Castro            |
| Murcão         | Raimundo Tavares         |
| Tomé           | Raul Constante Pereira   |

## Curiosidades
- A série foi gravada no Verão de 1984 e estreou no início de 1985. Era exibida aos domingos de manhã e alcançou um sucesso de audiências.[1]

- Nos anos posteriores, foi reexibida na RTP 1 por diversas vezes.[1]

- A Árvore dos Patafúrdios valeu a João Paulo Seara Cardoso a selecção para um curso com Jim Henson no Instituto Internacional de Marionetas de França. João Paulo foi um dos quinze alunos seleccionados num universo de 150. Jim Henson comentou que ficou encantado com o estilo naïf da série.

- Em 1986, a mesma equipa voltou a reunir-se para a realização de mais uma série: Os Amigos do Gaspar.[4]

- Sempre que era necessário que o Mópi movimentasse as duas mãos, Mário Moutinho dava, literalmente, uma “mãozinha”, já que, sozinho, João Paulo Seara Cardoso apenas conseguia mexer a cabeça e uma das “patas”.
- A personagem Tomé, também apareceu mais tarde no último episódio da 1ªtemporada da série "Os Amigos do Gaspar". onde fez e apresentou um teatro de fantoches a Gaspar, aos Amigos do Gaspar e ao Guarda Serôdio.